# Nikon Coolpix 910
Le Nikon Coolpix 910 est un appareil photographique fabriqué par la société Nikon.